# Modernizam
Modernizam je pojam koji se koristi da se označe suvremene pojave u književnosti i umjetnosti, odnosno ono što je novo, inovativno u odnosu na tradiciju. Primjenjuje se poglavito na razdoblje 20. stoljeća, kada ta struja u književnosti zamjenjuje realizam, a u likovnim umjetnostima ostale tradicijske oblike.
U prvom redu se tim pojmom označavaju pojave kulturalnog preispitivanja koje su prolazila društva uznapredovale industrijalizacije na kraju 19. i početka 20. stoljeća. U tom značenju pojam je preuzet iz francuskog jezika. 
U likovnoj umjetnosti koristio se termin moderna. U književnosti ovaj izraz se koristio za označiti, među ostalim, impresionizam, simbolizam, futurizam, dadaizam, ekspresionizam, neoromantizam, nadrealizam i egzistencijalizam.